# 薛田资
薛田资（德语：Georg Maria Stenz,1869年11月22日—1928年4月23日) 是一位天主教圣言会会士，1893-1927年期间在中国山东省传教。在山东，他牵涉到两起武装袭击传教士的重大事件：巨野教案和街头教案。在1897年的巨野教案中，在薛田资的驻地曹州府巨野县张家庄，两位来访的德国传教士被杀害。薛田资本人更可能是袭击的目标，设法隐藏起来逃脱。德意志帝国以杀害传教士为由，占领了青岛。在街头教案中，薛田资和中国教友在日照县街头村遭到虐待和囚禁三天（1898年11月8日至11月11日），导致德国军事干预和赔偿要求。

## 早年
1869年11月22日，薛田资出生于韦斯特林山阿尔滕基兴县霍豪森，是是小学教师雅各布·斯滕茨和妻子玛丽亚的儿子。他是4个孩子中年龄最大的（2个男孩和5个女孩），其中只有他和他的妹妹玛丽亚（生于1878年）活到成年。 他就读于霍豪森的小学，他的父亲在1875年至1880年担任该校教师。从1880年到1881年秋天，可能是出于健康原因，由霍豪森的一位神父担任他的私人教师。 1881年秋天，他进入蒙塔鲍尔一所中学读二年级，住在天主教林堡教区的一所住宅。 1887年2月（17岁），它在斯泰尔加入了圣言会，从1887年4月25日起在传教会中学斯泰尔学校（Styler Lyzeum）继续受教育。 两年后毕业。 由于学位没有得到德国政府承认，1889年他又从蒙塔鲍尔中学获得了高中文凭。 1891年11月21日，他在维也纳西南方玛丽亚恩策斯多夫的圣言会圣加俾额尔会院成为初学修士，学习神学。 1891年11月21日，他在圣加俾额尔会院发初愿，1893年6月25日又在同一地点晋升神父。

## 在山东传教

### 航程
1893年9月17日，薛田资和同时晋升神父的赫德明（Joseph Hesser，1867-1920）和 Josef Schneider （1867-1896），一起被派往中国。 三人经过科隆、巴塞尔、卢塞恩和米兰，前往热那亚。 1893年9月25日，这三位传教士在热那亚登上了北德意志-劳埃德船运公司的拜仁号轮船。 轮船经过那不勒斯、塞德港、苏伊士、亚丁和科伦坡, 他们于10月25日抵达香港。 在香港逗留数日后，薛田资继续搭乘拜仁号航行，于1893年10月29日抵达上海。他们在上海逗留了一个星期，住在法国遣使会设在上海的办事处首善堂里。随后，他们乘坐船沿长江上溯，到达镇江，住在法国耶稣会，穿上中国式的服装。他们在这里租了一条船，用了20天的时间，沿着京杭大运河抵达山东济宁。

### 初期
薛田资到达山东后，留在当时山东圣言会的总部济宁东南约30公里处的郭里镇（或阳谷县坡里），学习汉语。 . 直到1895年初， 他被派到嘉祥县（济宁以西25公里），担任能方济的助手。 1896年秋，薛田资成为本堂神父，驻扎张家庄。他的直接上司是韩理加略。

### 巨野教案
大约一年后，1897年11月1日，他成为袭击的目标，即巨野教案：能方济和韩理加略来到张家庄拜访薛田资，被人杀害。

### 日照教案
1898年秋天，薛田资被调岗位，负责日照和诸城的传教工作。 1898年11月1日，薛田资从青岛乘船前往日照，在该地区游历传教。7天后，即11月8日，他抵达日照西北约35公里的街头村，发生了街头教案。在那里，薛田资遭到囚禁和虐待，直到11月11日中午左右，日照县令介入，将其释放。事发后，薛田资在青岛的一家医院接受治疗。1899年2月，薛田资参加了德国的惩罚性探险，从青岛攻打日照，为三名德国人（一名中尉、一名采矿工程师和一名翻译）复仇。 1899年6月16日，德国报纸《科隆人民报》（Kölnische Volkszeitung ）刊登了一篇报道，以负面的眼光描绘了德国青岛殖民地的生活，并指责德国士兵缺乏纪律、酗酒、性骚扰中国女孩，以及虐待当地华人。 虽然这篇文章是匿名发表的，但薛田资被怀疑是作者，因此于1900年初从青岛搬到济宁，并被安治泰主教禁止写作。

### 济宁办学
1900年4月25日，薛田资离开济宁前往欧洲接受治疗和休养。然而，他之所以被送走，可能是因为他造成传教会与青岛的德国当局之间的关系紧张。 在欧洲期间，薛田资参与了将山东南境宗座代牧安治泰赶下台的活动。安治泰主教来到罗马为自己辩护，但在案件才得到解决之前，就在1903年11月24日去世。1904年5月20日，薛田资回到山东。回来后，他在济宁创办中西学堂，自任校长，从事教育活动达20多年，直至1925年（55岁）辞职。

## 去世

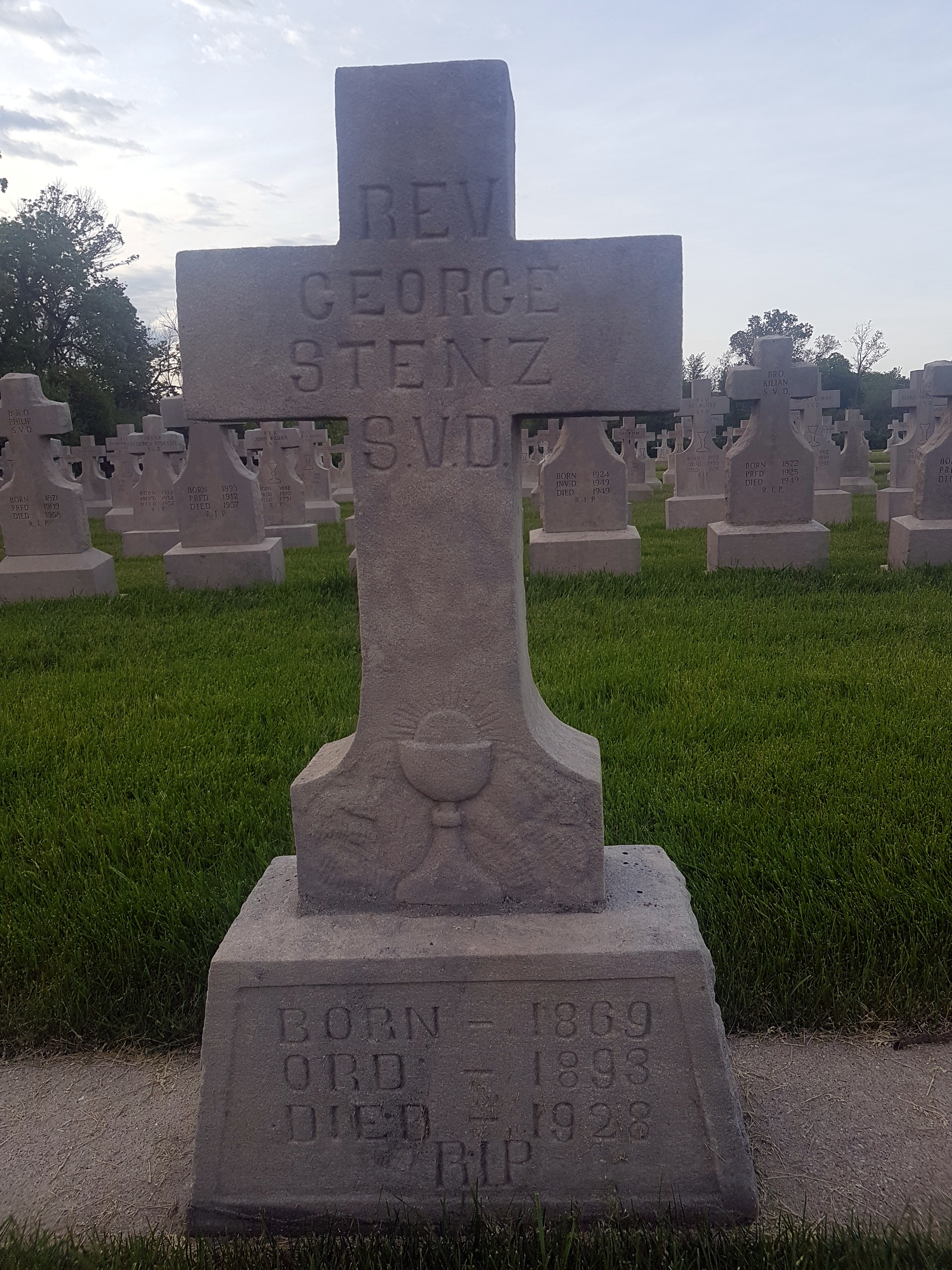
泰克尼圣言会墓地的薛田资墓碑：1869年出生、1893年晋铎、1928年去世

1927年3月17日，薛田资中风，丧失了说话能力 。同年5月3日，他经上海前往美国疗养。1928年4月21日，他在伊利诺伊州的泰克尼（Techny）第二次中风，昏迷不醒。他于4月23日去世 ，年58岁，葬在泰克尼圣言会大院的墓地里。

## 对中国人的态度
在薛田资的著作中，称中国男人是“黄辫子”（"gelber Zopfmann"），提到中国人“非常令人不快的性格特征”("dem Europäer gegenüber sehr unsympathische Charaktereigenschaften")：狡猾、没有真正的友谊、易怒、残暴、懦弱、傲慢、忘恩负义("Undankbarkeit")和迷信。 他还提到中国人的肮脏，但这是贫困的后果。

## 评价
在周锡瑞（Joseph Esherick）的著作《义和团运动的起源》中，称薛田资是“特别令人讨厌的传教士”，具有“惊人的缺乏吸引力的性格”。

## 著作
- 《孔子之鄉：山东概况、图记及经历》（In der Heimat des Konfuzius: Skizzen, Bilder und Erlebrisse aus Schantung）（1902）
- 《来自远方：在德属中国和鲁南》（Aus weit Ferne: In Deutsch-China und Süd-Schantung）（1903）
- 《在朝鲜，“朝日鲜明”之邦》（In Korean,dem Lande der “Morgenstille”）（1904）
- 《进入龙的王国：在十字旗下》（Ins Reich Drachen: unter dem Banner des Kreuzes）（1906）
- 《鲁南民俗研究集》（Beiträge zur Volkskunde Süd-Schantung）(1907）
- 《德华字典》（Deutsch-Chinesisches Worterbuch）（1920）
- 《圣言会韩理神甫传》（P. Richard Henle, Missionar in China）(1925)
- 《华德字典》（Chinesisch-Deutsches Worterbuch）（1928）